# Сто тысяч долларов на солнце
«Сто тысяч долларов на солнце» (фр. Cent Mille Dollars Au Soleil) — кинофильм, экранизация романа 1962 года Клода Вейо «Мы не поедем в Нигерию» («Nous n'irons pas en Nigéria»).

## Сюжет
Рокко (Жан-Поль Бельмондо), Марек (Лино Вентура) и Митч-Митч (Бернар Блие) работают водителями грузовиков в транспортной фирме в Марокко. Как-то их шеф берёт на работу странного незнакомца с поддельными документами на имя Джона Стайнера. На следующее утро Стайнер должен уехать на новом грузовике в Нигерию, но Рокко пишет ему записку от имени шефа и угоняет грузовик с грузом. За это Стайнера выгоняют с работы, а Мареку владелец фирмы поручает вернуть Рокко, который направляется к границе, где должен получить за товар 100 000 долларов. Стайнер, желая отомстить Рокко, едет вместе с Мареком.